# Gmina Rankowce
Gmina Rankowce (mac. Општина Ранковце) – gmina wiejska w północno-wschodniej Macedonii Północnej.
Graniczy z gminami: Staro Nagoriczane od zachodu, Kratowo od południa i Kriwa Pałanka od wschodu oraz z Serbią od północy.
Skład etniczny
- 97,92% – Macedończycy
- 1,37% – Romowie
- 0,71% – pozostali

W skład gminy wchodzi:
- 18 wsi: Baratlija, Wetunica, Wrżogrnci, German, Ginowci, Gulinci, Kriwi kamen, Ljubinci, Miłutince, Odreno, Opiła, Otosznica, Pikliszte, Petralica, Psacza, Radibusz, Rankowce, Stancza.